# Pussycat
Pussycat foi um grupo de música country e pop holandês, criado por três irmãs Kowalczyk — as cantoras Toni Willé, Betty Drastra e Marianne Hensen — no início dos anos 1970, em Limburgo; os outros integrantes iniciais do grupo eram o baterista Theo Coumans, o baixista Theo Wetzels e o guitarrista John Theunissen.
O grupo é mais conhecido pelo single de sucesso em 1975, Mississippi, que no Brasil ocupou o primeiro lugar das paradas e permaneceu entre as mais tocadas por 129 semanas.

## História

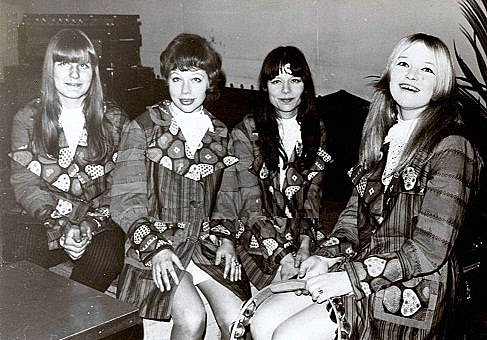
O grupo em 1973, ainda como Sweet Reaction.

As irmãs Toni, Betty e Marianne eram conhecidas em Limburgo, onde cresceram, como as Zingende Zusjes ("Irmãs Cantoras") e tinham um repertório em alemão; depois acrescentaram uma baterista feminina e ficaram conhecidas agora como BG's from Holland (BG significa Beat Girls), numa tentativa de tornarem seu nome nacional e seguirem o movimento que fazia sucesso no país; finalmente, com o nome de Sweet Reaction, gravaram em 1973 um single — Tell Alain — que entretanto não fez o sucesso esperado.
No começo do ano de 1975 contrataram o baterista Coumans, o baixista Wetzels e o guitarrista Theunissen; o grupo sofreu uma nova mudança de nome, ao trocarem a gravadora Telstar pela EMI, passando a se chamar Pussycat, tendo o arranjador da EMI, Eddy Hilberts, como seu produtor.

Gravaram, no mesmo ano, a composição de Werner Theunissen, Mississippi, que no ano seguinte tornou-se o hit mais tocado na Holanda e foi por quatro semanas o primeiro lugar das paradas da Inglaterra e foi primeiro em mais de trinta países de todos os continentes; naquele ano vendeu mais de quatro milhões de cópias no país, foi o mais vendido na Alemanha, e no resto do mundo outros cinco milhões foram vendidos. Werner Theunissen era irmão de John Theunissen, guitarrista da banda.
O sucesso de Mississippi foi seguido por Smile (ficou em segundo lugar, na Holanda) e Georgie (quarta posição) em 1976, e Hey Joe em 1978; em 5 de janeiro de 1977 o grupo fora premiado com o Conamus Export Prize pelo embaixador britânico nos Países Baixos por ter sido o primeiro grupo daquele país a atingir a primeira posição nas paradas, com Mississippi.

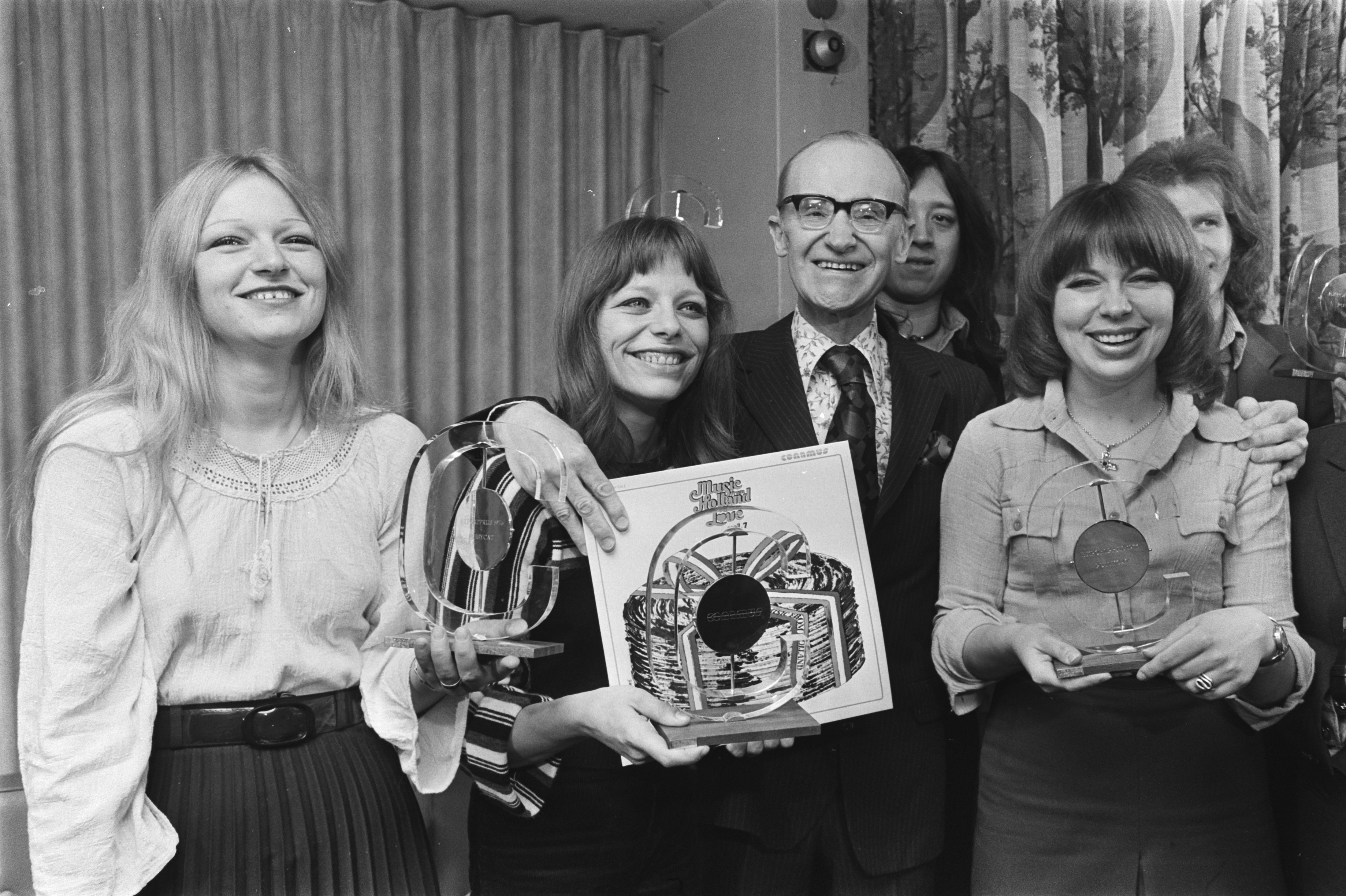
O grupo recebe o prêmio Conamus, do embaixador britânico.

A carreira na Europa durou mais de uma década e incluiu cerca de dezessete álbuns. Em 1978 Hans Lutjens substituiu Coumans na bateria, e a banda continuou a lançar álbuns e fazer turnês, viajando a lugares como África do Sul.
Durante a década de 1980, as irmãs encontram cada vez mais dificuldade de financiar excursões com tantos músicos, e substituíram a banda de apoio por músicas gravadas e, assim, Pussycat mudou a sua imagem mais uma vez; continuaram a tocar e gravar até meados dos anos 1980, quando o grupo se desfez.
Werner escreveu várias outras canções de sucesso para álbuns Pussycat. Algumas delas incluem "Same Old Song", "Tennage Queenie" e "Then the Music Stopped". Para o fim de 1984, a terceira linha por 'Pussycat' tinha dissolvida e Werner com um repertório de canções para o seu crédito mudou-se para escrever canções para outros artistas.
Werner Theunissen continuou a escrever canções até sua morte devido a uma parada cardíaca em um restaurante na Inglaterra em 18 de janeiro de 2010. A última canção que ele escreveu para Toni Willé, a ex-vocalista do Pussycat, foi 'Impressões'. Em 2012, ela dedicou esta canção para ele.
Em 19 de novembro de 2015 o guitarrista John Theunissen morreu, aos sessenta e seis anos de idade.

## Discografia

### Álbums
| Ano                                                                       | Título                 | Detalhes                                                  | Melhor posição nas paradas | Melhor posição nas paradas | Melhor posição nas paradas | Melhor posição nas paradas | Melhor posição nas paradas | Melhor posição nas paradas | Melhor posição nas paradas | Melhor posição nas paradas | Melhor posição nas paradas |
| Ano                                                                       | Título                 | Detalhes                                                  | HOL                        | BEL                        | ALE                        | NOR                        | SUE                        | NZ                         |                            |                            |                            |
| ------------------------------------------------------------------------- | ---------------------- | --------------------------------------------------------- | -------------------------- | -------------------------- | -------------------------- | -------------------------- | -------------------------- | -------------------------- | -------------------------- | -------------------------- | -------------------------- |
| 1976                                                                      | First of All           | - Gravadora: EMI-Bovema Holland - Catálogo: 5C 064-25 419 | 4                          | —                          | 10                         | 2                          | 26                         | 16                         |                            |                            |                            |
| 1977                                                                      | Souvenirs              | - Gravadora: EMI - Catálogo: 5C 064-25565                 | 6                          | 28                         | —                          | 9                          | —                          | 1                          |                            |                            |                            |
| 1978                                                                      | Wet Day in September   | - Gravadora: Bovema Negram - Catálogo: 5N 062-25989       | 16                         | —                          | —                          | 15                         | —                          | —                          |                            |                            |                            |
| 1979                                                                      | Simply to be with You  | - Gravadora: Bovema Negram - Catálogo: 1A 062-26364       | —                          | —                          | —                          | 38                         | —                          | —                          |                            |                            |                            |
| 1979                                                                      | The Best of Pussycat   | - Gravadora: Bovema Negram - Catálogo: 5N 050-26201       | —                          | —                          | —                          | —                          | —                          | —                          |                            |                            |                            |
| 1981                                                                      | Blue Lights            | - Gravadora: EMI - Catálogo: 1A 062-26656                 | 10                         | —                          | —                          | —                          | —                          | —                          |                            |                            |                            |
| 1983                                                                      | After All              | - Label: EMI - Catálogo: 1A068-26929                      | —                          | —                          | —                          | —                          | —                          | —                          |                            |                            |                            |
| 1994                                                                      | The Collection & More  | - Gravadora: Arcade - Catálogo: 9902217                   | 60                         | —                          | —                          | —                          | —                          | —                          |                            |                            |                            |
| 2001                                                                      | 25 jaar na Mississippi | - Gravadora: EMI - Catálogo: 7243 531822 2 9              | 26                         | —                          | —                          | —                          | —                          | —                          |                            |                            |                            |
| "—" denota que a colocação não foi pontuado ou não foi medida nesse país. |                        |                                                           |                            |                            |                            |                            |                            |                            |                            |                            |                            |

### Singles
| Ano                                                                       | Título                                                                  | Melhor posição | Melhor posição | Melhor posição | Melhor posição | Melhor posição | Melhor posição | Melhor posição | Melhor posição | Melhor posição | Álbum                 |
| Ano                                                                       | Título                                                                  | HOL            | BEL            | ALE            | AUT            | SUI            | NOR            | SUE            | UK             | NZ             | Álbum                 |
| ------------------------------------------------------------------------- | ----------------------------------------------------------------------- | -------------- | -------------- | -------------- | -------------- | -------------- | -------------- | -------------- | -------------- | -------------- | --------------------- |
| 1975                                                                      | "Mississippi" / "Do It"                                                 | 1              | 1              | 1              | 4              | 1              | 1              | 6              | 1              | 1              | First of All          |
| 1975                                                                      | "Mississippi" (versão alemã) / "Lieb Mich"                              | —              | —              | 24             | —              | —              | —              | —              | —              | —              | Single sem álbum      |
| 1976                                                                      | "Georgie" / "Take Me"                                                   | 1              | 2              | 6              | 2              | 2              | —              | —              | —              | 14             | First of All          |
| 1976                                                                      | "Smile" / "What Did They Do To The People"                              | 2              | 3              | 9              | 10             | 8              | —              | —              | 24             | 3              | First of All          |
| 1977                                                                      | "Ein Altes Lied" / "Pasadena" (Alemanha)                                | —              | —              | 41             | —              | —              | —              | —              | —              | —              | Single sem álbum      |
| 1977                                                                      | "My Broken Souvenirs" / "Nothing To Hide"                               | 2              | 2              | 22             | 12             | 7              | —              | —              | —              | 1              | Souvenirs             |
| 1977                                                                      | "I'll Be Your Woman" / "Just A Woman"                                   | 12             | 21             | —              | —              | —              | —              | —              | —              | —              | Souvenirs             |
| 1977                                                                      | "If You Ever Come To Amsterdam" / "You Must Have Been A Beautiful Baby" | 21             | —              | —              | —              | —              | —              | —              | —              | —              | Wet Day In September  |
| 1978                                                                      | "Same Old Song" / "Stupid Cupid"                                        | 8              | 10             | —              | —              | —              | —              | —              | —              | —              | Wet Day In September  |
| 1978                                                                      | "Wet Day In September" / "I Remember Springtime"                        | 17             | 18             | —              | —              | —              | —              | —              | —              | —              | Wet Day In September  |
| 1979                                                                      | "Hey Joe" / "Love In September"                                         | 17             | 26             | —              | —              | —              | —              | —              | —              | —              | Wet Day In September  |
| 1979                                                                      | "Daddy" / "Three Steps And Then ..."                                    | 13             | 19             | —              | —              | —              | —              | —              | —              | —              | Simply To Be With You |
| 1979                                                                      | "Let Freedom Range" / "Don't Love Him"                                  | 38             | 29             | —              | —              | —              | —              | —              | —              | —              | Simply To Be With You |
| 1980                                                                      | "Doin' La Bamba" / "On The Corner Of My Life"                           | 4              | 15             | —              | —              | —              | —              | —              | —              | —              | Simply To Be With You |
| 1981                                                                      | "Then The Music Stopped" / "Cha Cha Me Baby"                            | 10             | 18             | —              | —              | —              | —              | —              | —              | —              | Blue Lights           |
| 1981                                                                      | "Une Chambre Pour La Nuit" / "I Don't Wanna Rock And Roll"              | 16             | —              | —              | —              | —              | —              | —              | —              | —              | Blue Lights           |
| 1981                                                                      | "Teenage Queenie" / "Who's Gonna Love You"                              | 33             | —              | 47             | —              | —              | —              | —              | —              | —              | Blue Lights           |
| 1983                                                                      | "Lovers Of A Kind" / "Closer To You"                                    | 22             | 26             | —              | —              | —              | —              | —              | —              | —              | After All             |
| "—" denota que a colocação não foi pontuada ou não foi medida nesse país. |                                                                         |                |                |                |                |                |                |                |                |                |                       |